# Garmen
Pour la municipalité, voir Garmen (obchtina).
Garmen (bulgare : Гърмен) est un village situé dans la municipalité de Garmen, dans l’oblast de Blagoevgrad, en Bulgarie.